# Songs of Disenchantment (Music from the Greek Underground)
Songs of Disenchantment (Music from the Greek Underground) – trzeci album studyjny Brendana Perry’ego, wydany 20 listopada 2020 roku nakładem własnym jako digital download.

## Okoliczności powstania albumu
Kiedy z powodu pandemii COVID-19 zespół Dead Can Dance odwołał drugą część swojej trasy koncertowej z okazji 40-lecia istnienia zespołu, zaplanowanej na 2020 i 2021 rok, Brendan Perry wydał swój solowy album, Songs of Disenchantment (Music from the Greek Underground), składający się z przerobionych starych piosenek rebetiko, które zaśpiewał po angielsku. Muzykę rebetiko (nazywaną często greckim bluesem) przywieźli z Turcji w latach 20. XX wieku greccy uchodźcy. Była ona uważana za muzykę ludzi biednych, złamanych, zniechęconych i wygnanych. W warstwie tekstowej obracała się wokół takich tematów jak: miłość, strata, narkotyki i historie uchodźców. W wywiadzie opublikowanym na łamach BrooklynVegan Perry wspomniał, iż z grecką muzyką rebetiko po raz pierwszy zetknął się w połowie lat 70. w Melbourne w Australii i że na gitarze nauczył się grać podczas migracji do Anglii, podczas sześciotygodniowej podróży morskiej na greckim statku. Ponieważ na rynku muzycznym nie było piosenek rebetiko w języku angielskim, artysta postanowił zaprezentować je anglojęzycznej publiczności. „To pierwszy album tego rodzaju, na którym piosenki są śpiewane po angielsku” – stwierdził w wywiadzie dla Tiny Benitez-Eves z tygodnika Billboard. Swój album zadedykował „wszystkim uchodźcom w przeszłości, teraźniejszości i przyszłości”.

## Muzyka albumu
Muzyka na tej płycie oraz płytach Dead Can Dance, takich jak Dionysus czy wcześniejszej Into the Labyrinth odzwierciedla zamiłowanie Perry’ego do greckiej i bałkańskiej kultury muzycznej.

Przez lata moja miłość do 'wszystkiego co greckie' nie słabła, a zwłaszcza w odniesieniu do muzyki rebetiko. (...) Zgromadziłem pokaźną kolekcję nagrań muzycznych, tradycyjnych instrumentów i pamiątek, które w końcu dały mi inspirację i cenne wykształcenie niezbędne do tego, by móc nagrać niektóre z tych wspaniałych utworów.

## Lista utworów
Zestaw utworów
| 1.  | Bring Me A Cup Of Wine        | 4:45  |
|     |                               |       |
| 2.  | Gypsy Girl                    | 3:26  |
|     |                               |       |
| 3.  | In The Basement               | 4:46  |
|     |                               |       |
| 4.  | The Hash-Den Owner            | 3:27  |
|     |                               |       |
| 5.  | O Memetis                     | 4:16  |
|     |                               |       |
| 6.  | In The City's Hammam          | 3:23  |
|     |                               |       |
| 7.  | Tonight In Your Neighbourhood | 3:49  |
|     |                               |       |
| 8.  | You Were Barefoot             | 3:43  |
|     |                               |       |
| 9.  | The Pickpockets               | 3:37  |
|     |                               |       |
| 10. | Christos, Play The Bouzouki   | 4:22  |
|     |                               |       |
|     |                               | 39:34 |
|     |                               |       |